# 왜 R씨는 미쳐 날뛰는가?
《왜 R씨는 미쳐 날뛰는가?》(Warum lauft Herr R. Amok?, Why Does Herr R. Run Amok?)는 독일(구 서독)에서 제작된 라이너 베르너 파스빈더 감독의 1970년 영화이다. 해리 베어 등이 주연으로 출연하였다. 제20회 베를린 국제영화제에 출품되었다.

## 출연

### 주연
- 해리 베어

### 조연
- 잉그리드 카벤
- 임 허만
- 울리 롬멜

## 기타
- 미술: 쿠르트 랍